# スクン

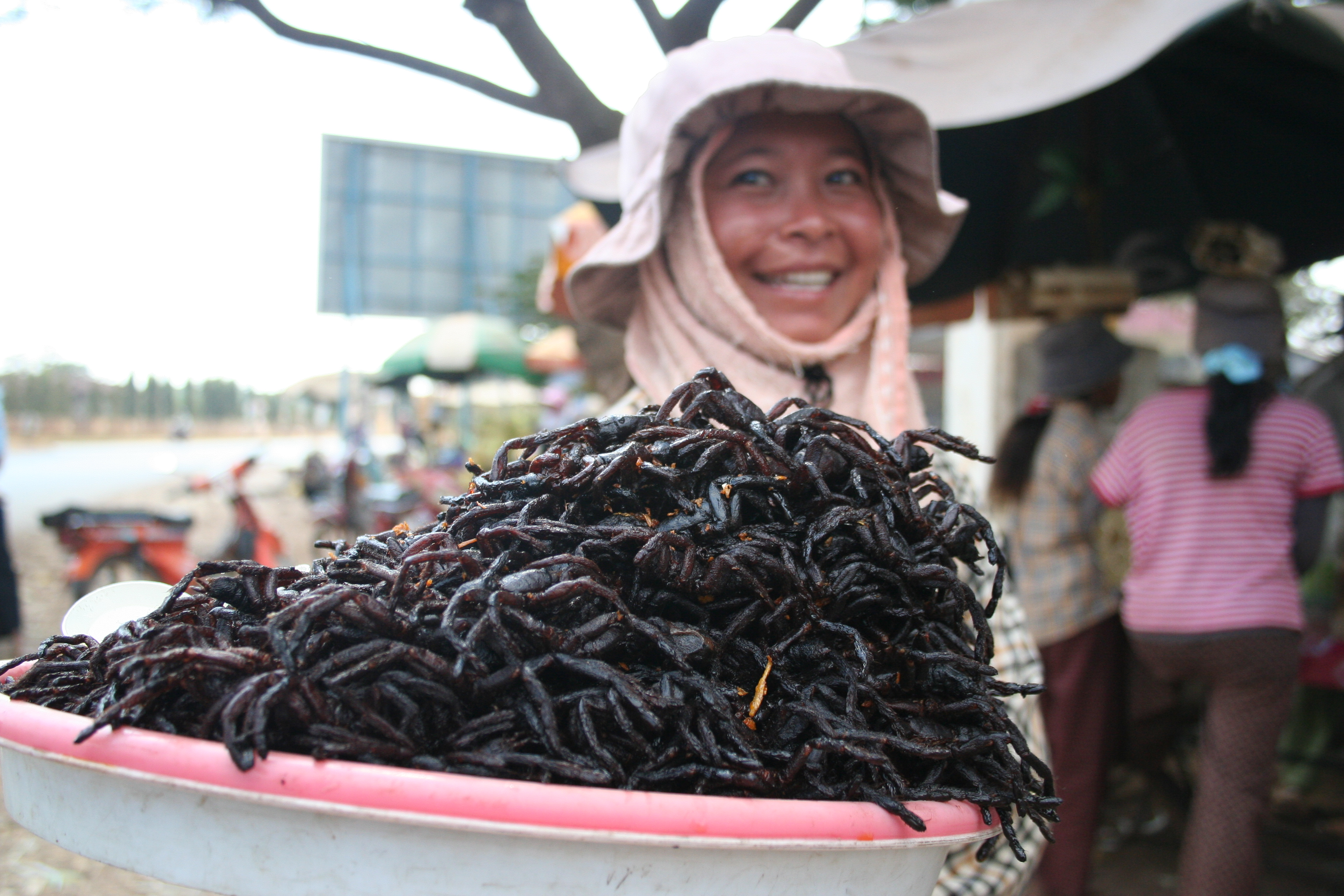
スクンの市場で売られている揚げた蜘蛛。

スクン（Skuon、クメール語: ស្គន់）は、カンボジアのコンポンチャム州チェアング・プリー郡の郡都。市場町が、国道6号線と国道7号線の交差点を中心として栄えている。スクンは、コンポンチャム州の州都コンポンチャムから、およそ49キロメートル (30 mi)西方、カンボジアの首都プノンペンの75キロメートル (47 mi)北方に位置している。スクンは、地元の言語でしばしば「蜘蛛の町 (Spiderville)」と称され、外国からの観光客の間ではクモのフライが有名である、